# Gelderse Streekvervoer Maatschappij
Gelderse Streekvervoer Maatschappij (GSM), gevestigd te Doetinchem, was een openbaarvervoerbedrijf in de Nederlandse provincie Gelderland.

## Geschiedenis
De GSM is ontstaan uit de Gelderse Tramwegen. In 1971 moest de naamloze vennootschap GTW gesplitst worden in drie bv's: GTW Expeditie en Transport, GTW Reizen en GTW Streekvervoer, omdat de rijksoverheid, die het openbaar vervoer subsidieerde, deze voorwaarde stelde. In 1977 werd het onderdeel GTW Streekvervoer verkocht aan de Nederlandse Spoorwegen, die het de naam Gelderse Streekvervoer Maatschappij (GSM) gaf. De andere GTW-onderdelen gingen zelfstandig verder.
De aandelen GSM gingen in 1989 over van NS naar Verenigd Streekvervoer Nederland.
In 1992 gingen GSM en het Gemeente Vervoerbedrijf Arnhem (GVA) een samenwerking met elkaar aan, wat in 1993 leidde tot een fusie als Gelderse Vervoer Maatschappij (GVM). GVM fuseerde vervolgens in 1997 met de Overijsselse busmaatschappij Twentsche Electrische Tramweg Maatschappij (TET), waaruit Oostnet ontstond. Ook dit heeft maar kort bestaan, want bij herverdeling van de Verenigd Streekvervoer Nederland (VSN-1)-bedrijven in 1999 werd Oostnet gesplitst. Het grootste deel werd onderdeel van het nieuwe bedrijf Connexxion. Het gedeelte verantwoordelijk voor het busvervoer in de Achterhoek ging verder als Syntus. Hierbij kan Syntus deels gezien worden als een van de opvolgers van GSM.